# Kanhan (Pipri)
Kanhan (Pipri) é uma vila no distrito de Nagpur, no estado indiano de Maharashtra.

## Demografia
Segundo o censo de 2001, Kanhan (Pipri) tinha uma população de 21,840 habitantes. Os indivíduos do sexo masculino constituem 51% da população e os do sexo feminino 49%. Kanhan (Pipri) tem uma taxa de literacia de 74%, superior à média nacional de 59.5%: a literacia no sexo masculino é de 79% e no sexo feminino é de 67%. Em Kanhan (Pipri), 12% da população está abaixo dos 6 anos de idade.